# Пальчик (Україна)
Па́льчик — село в Україні, у Катеринопільській селищній громаді Звенигородського району Черкаської області. Населення становить 494 осіб.
05.02.1965 Указом Президії Верховної Ради Української РСР передано сільради: Бродецьку, Пальчиківську, Петраківську та Ямпільську Тальнівського району до складу Звенигородського району.

## Відомі люди
У селі народилися:
- Сергій Олександрович Єфремов (*6 (18 жовтня) 1876 — † після 1939; за н. даними — 1937) — український громадсько-політичний і державний діяч, літературний критик, історик літератури, академік Української Академії Наук, дійсний член Наукового Товариства імені Тараса Шевченка у Львові.

Пам'ятник Сергію Єфремову в Пальчику

- Єфремов Петро Олександрович (1883 — ? після 1937) — український літературознавець та перекладач.
- Єфремов Федір Олександрович (1867 — після 1928) — український громадський діяч та педагог.